# Dominique Sourdel
Dominique Sourdel est un historien français spécialiste de l'Islam médiéval né le 31 janvier 1921 à Pont-Sainte-Maxence et mort le 4 mars 2014 à Neuilly-sur-Seine.

## Biographie
Dominique Sourdel est professeur honoraire d’Histoire et civilisation islamiques à l’Université de Paris IV-Sorbonne.
Il est également directeur de la Revue des études islamiques et assure avec Janine Sourdel-Thomine, professeur émérite d’histoire de l’art et archéologie islamiques à l’Université de Paris-Sorbonne la codirection collection « Islamiques » aux Presses universitaires de France.

## Publications
- L’Islam (1949), Paris, PUF, coll. « Que sais-je ? », no 355, 2002, 21e éd. mise à jour.
- La civilisation de l'islam classique (1968), Arthaud « Les Grandes Civilisations », 1re édition 1968 avec Janine Sourdel.
- Histoire des arabes (1976), PUF, coll. « Que sais-je ? », no 1627, 2003.
- L'islam médiéval (1979), Paris, PUF, 2005[1].
- Janine Sourdel et Dominique Sourdel, Dictionnaire historique de l’islam, Paris, PUF, coll. « Quadrige », 2004, 1re éd., 1056 p. (ISBN 978-2-13-054536-1).
- L’État impérial des califes abbassides (VIIIe et Xe siècles), Paris, PUF, coll. « Les Islamiques », 1999.
- Vocabulaire de l'islam (2002), Paris, PUF, coll. « Que sais-je ? », no 3653, 2002, avec Janine Sourdel.